# 有田市立箕島中学校
有田市立箕島中学校（ありだしりつ みのしまちゅうがっこう）は、和歌山県有田市箕島にある公立中学校である。

## 沿革
- 有田川下流の平野部の中心に位置し、箕島駅に近く、和歌山県立箕島高等学校や有田市役所、有田市民会館、有田市文化福祉センターなどとも隣接している。校区も広く、商業地域やミカンを中心とした農業地域、漁業地域、住宅地域と様々であり、生徒は、３小学校（港小学校・箕島小学校・田鶴小学校）より進学しくる。
- 1947年 箕島中学校開校。
- 1949年 校旗・校歌を制定。
- 1961年 新校舎（北舎）が完成。
- 1963年 本館が完成。
- 1964年 プールが完成。
- 1973年 特舎が完成。
- 1997年 創立50周年記念式典を開催。
- 2010年 校舎耐震・改築が完成。
- 2011年 体育館耐震・改築が完成。
- 2012年 武道場建て替え。
- 2014年 普通教室に空調設備設置完了。
- 2017年 特別教室に空調設備設置完了。
- 2023年 旧箕島中学校を取り壊し、生徒は有和中学校の校舎へ移動。
- 2024年 箕島中学校閉校

## 進学前小学校
- 有田市立箕島小学校
- 有田市立港小学校
- 有田市立田鶴小学校
- 有田市立初島小学校

## 通学区域
- 港町、箕島、初島町浜、初島町里、宮崎町、新堂、山地、古江見[1]

## 交通
- JR西日本紀勢線箕島駅より徒歩5分

## 通学区域が隣接している学校
- 有田市立保田中学校
- 海南市立下津第一中学校